# واشنطن كارلوس رودريغيز
واشنطن كارلوس رودريغيز (بالبرتغالية: Washington Rodrigues‏) هو صحفي ومُدرب كرة قدم برازيلي، ولد في 1 سبتمبر 1936 في ريو دي جانيرو في البرازيل.